# Chevrolet Corvette (C2)
La Chevrolet Corvette (C2) est la deuxième génération de la voiture de sport Chevrolet Corvette, produite par la division Chevrolet de General Motors pour les années modèles 1963 à 1967. Le modèle de 1963 arborent la légendaire crête dans la fenêtre arrière.

## Histoire

### Origine et évolution
La ligne de la voiture Sting Ray de production de 1963 peut être attribuée à deux projets GM distincts: la Q-Corvette et la Sting Ray de course de Bill Mitchell. L'exercice Q-Corvette de 1957 envisageait une Corvette plus petite et plus avancée en tant que modèle coupé uniquement, bénéficiant d'une boîte-pont arrière, d'une suspension arrière indépendante et de freins à disque à quatre roues, avec les freins arrière montés à l'intérieur. Le style extérieur était délibéré, avec des ailes pointues, un nez long et une queue courte et ondulée.
Pendant ce temps, Zora Arkus-Duntov et d'autres ingénieurs GM étaient devenus fascinés par les conceptions de moteur central et arrière. Duntov a exploré la configuration du moteur central arrière avec le concept de monoplace léger à roues ouvertes CERV I de 1959. Une Corvette à moteur arrière a été brièvement envisagée au cours de la période 1958-1960, progressant jusqu'à devenir une maquette à grande échelle conçue autour de l'ensemble du groupe motopropulseur monté à l'arrière de la Corvair, y compris son six cylindres à plat refroidi par air, comme une alternative au V8 refroidi par eau habituel de la Corvette. À l'automne 1959, des éléments de la Q-Corvette et de la Sting Ray Special de course seront incorporés au projet expérimental XP-720, qui était le programme de conception qui mena directement à la production de la Corvette Sting Ray de 1963. La XP-720 cherchait à offrir un meilleur hébergement aux passagers, plus d'espace pour les bagages et une conduite et une maniabilité supérieures aux Corvette précédentes.
Pendant que Duntov développait un nouveau châssis innovant pour la Corvette de 1963, les concepteurs adaptaient et affinaient l'apparence de base de la Sting Ray de course pour le modèle de production. Un espace entièrement fonctionnel (sur une maquette en bois créée pour déterminer les dimensions intérieures) a été achevé au début des années 1960, le style du coupé de production a été verrouillé pour la plupart en avril, et l'intérieur, tableau de bord inclus, était en place en novembre . Ce n'est qu'à l'automne 1960 que les concepteurs ont tourné leur attention créative vers une nouvelle version du cabriolet de la Corvette traditionnel et, plus tard encore, son toit rigide amovible. Pour la première fois dans l'histoire de la Corvette, les essais en soufflerie ont influencé la forme finale, tout comme les questions pratiques comme l'espace intérieur, les courbures de pare-brise et les limites d'outillage. Les deux styles de carrosserie ont été largement évalués en tant que modèles à l'échelle 3/8 prêts pour la production dans la soufflerie de Caltech.
La structure intérieure du véhicule a reçu autant d'attention que l'aérodynamisme de son extérieur. Les panneaux extérieurs en fibre de verre ont été conservés, mais la Sting Ray a émergé avec près de deux fois plus de support en acier dans sa structure centrale que la Corvette de 1958-1962. Le poids supplémentaire résultant a été contrebalancé par une réduction de l'épaisseur de la fibre de verre, de sorte que le produit fini pesait en fait un peu moins que l'ancien roadster. L'espace pour les passagers était aussi bon qu'avant malgré l'empattement plus serré, et la poutre en acier de renforcement a rendu le cockpit à la fois plus solide et plus sûr.

### Conception et ingénierie
Le tout premier coupé Corvette de série arborait une carrosserie Fastback avec un long capot et un coupe-vent surélevée qui longeait le toit et continuait le long du coffre sur un pilier qui coupait la lunette arrière en deux moitiés droite et gauche. Le rétroéclairage divisé est généralement attribué à Mitchell, qui prétendait avoir été inspiré par le coupé Bugatti 57SC Atlantique. La fonctionnalité est antérieure à la Corvette C2 et à la Q-Corvette de Bob McLean, ayant été utilisée par Harley Earl à la fois sur son concept car Oldsmobile Golden Rocket et sur ses propres études de conception plus traditionnelles pour la Corvette C2, dont certains des modèles avaient progressé à grande échelle. L'inspiration d'Earl aurait été un coupé Alfa Romeo avec une carrosserie Scaglione présentée au Salon de l'auto de Turin en 1954. Un design similaire serait utilisé par la Buick Riviera de troisième génération qui sera vendue de 1971 à 1973.
Les quadruples phares ont été conservés mais nouvellement cachés - la première voiture américaine ainsi équipée depuis la DeSoto de 1942. Les lampes étaient montées dans des boîtiers rotatifs qui se fondaient avec l'extrémité avant à arêtes vives lorsqu'ils étaient fermés. Les phares cachés seraient une caractéristique de la Corvette jusqu'à ce que le modèle C6 fasse ses débuts en 2005. Les portes du coupé ont été coupées dans le toit, ce qui facilite l'entrée / la sortie dans une telle voiture fermée et surbaissée. Des fausses ouvertures étaient situées dans le capot et sur les montants arrière du coupé ; des fonctionnels étaient prévus mais ont été annulés pour des raisons de coût.
L'intérieur de la Sting Ray portait une réinterprétation du motif à double capot du tableau de bord de la Corvette depuis 1958, mais aussi un plus pratique, intégrant une boîte à gants spacieuse, un chauffage amélioré et le système de ventilation du capot. Un ensemble complet de jauges rondes comprenait un énorme compteur de vitesse et un tachymètre. La console centrale de la tour de contrôle est revenue, un peu plus mince mais contenant maintenant l'horloge et une radio située verticalement. L'espace à bagages a également été amélioré, bien qu'en raison de l'absence d'un couvercle de coffre externe, le chargement doit être chargé derrière les sièges. Le pneu de secours était situé à l'arrière dans un boîtier déroulant en fibre de verre sous le réservoir d'essence (qui contenait maintenant 76 litres au lieu de 61 litres). Le grand emblème rond du coffre a été articulé pour servir de volet de remplissage de carburant, remplaçant la porte du flanc gauche précédente.
Bien que pas aussi évident que le style radical de la voiture, le nouveau châssis était tout aussi important pour le succès de la Sting Ray. La maniabilité a été améliorée grâce à la boule de circulation plus rapide, ou Ball-Race, la direction et un empattement plus court. Ce dernier pouvait généralement impliquer une conduite plus agitée, mais la distribution de poids modifiée l'a partiellement compensé. Moins de poids sur les roues avant signifiait également une direction plus facile, et avec environ 36 kg supplémentaires sur les roues arrière, la Sting Ray offrait une traction améliorée. La puissance de freinage s'est également améliorée. Les freins à tambour à quatre roues en fonte de 11 pouces sont restés de série mais étaient désormais plus larges, pour une augmentation efficace de la zone de freinage. Les revêtements métalliques feutrés, segmentés pour le refroidissement, étaient à nouveau facultatifs. Il en était de même pour les tambours de frein Al-Fin, qui non seulement procuraient une dissipation de chaleur plus rapide (et donc une meilleure résistance à la décoloration) mais un poids non suspendu. L'assistance électrique était disponible avec les deux ensembles de freins. Les changements d'ingénierie évolutifs comprenaient une ventilation positive du carter, un petit volant d'inertie et un carter d'embrayage en aluminium. Un alternateur plus efficace a remplacé le générateur à l'ancienne.
La suspension arrière indépendante créée par Duntov était dérivée du concept CERV I et comprenait un différentiel monté sur le châssis avec des demi-arbres en U reliés entre eux par un ressort à lames transversal. Des jambes de force à amortissement en caoutchouc supportaient le différentiel, ce qui réduisait la dureté de la conduite tout en améliorant l'adhérence des pneus, en particulier sur les routes accidentées. Le ressort transversal était boulonné à l'arrière du boîtier de différentiel. Un bras de commande s'étendait latéralement et légèrement vers l'avant de chaque côté du boîtier jusqu'à un porte-moyeu, avec une tige à rayon de fuite montée derrière. Les demi-arbres fonctionnaient comme des bras de commande supérieurs. Les bras inférieurs contrôlaient le mouvement vertical des roues, tandis que les tiges traînantes s'occupaient du mouvement des roues avant / arrière et transféraient le couple de freinage au châssis. Les amortisseurs étaient des unités conventionnelles à deux tubes. Considérablement plus léger que l'ancien essieu plein, le nouveau réseau de suspensions arrière a permis de réduire considérablement le poids non suspendu, ce qui était important car le modèle de 1963 conserverait les freins arrière extérieurs de la génération précédente. La suspension avant du nouveau modèle serait beaucoup mieux qu'avant, avec des bras en A supérieurs et inférieurs de longueur inégale sur des ressorts hélicoïdaux concentriques aux amortisseurs, plus une barre anti-roulis standard. La direction a gardé la conception classique de la direction à recirculation de billes, mais elle a été adaptée à un rapport global plus élevé de 19,6:1 (auparavant 21,0:1). Un nouvel amortisseur de direction hydraulique (essentiellement un amortisseur), boulonné au rail du châssis à une extrémité et à la tige de relais à l'autre, a aidé à absorber les bosses avant qu'elles n'atteignent le volant. De plus, la direction assistée hydrauliquement serait offerte en option pour la première fois sur une Corvette - sauf sur les voitures avec les deux moteurs les plus puissants - et offrirait un rapport 17,1: 1 plus rapide, ce qui réduirait les virages de verrouillage de 3,4 à seulement 2,9.
Les transmissions ont été reportées de la génération précédente, comprenant quatre V8 petit bloc de (5 359 cm3), trois transmissions et six rapports d'essieux. Les moteurs à carburateur sont disponibles en versions 253 ch (186 kW), 304 ch (224 kW) et 345 ch (254 kW). Comme auparavant, la base et les unités optionnelles utilisaient des poussoirs hydrauliques, un arbre à cames doux, un vilebrequin en acier forgé, une compression 10,5:1, un distributeur à point unique et deux échappements. Le moteur de 304 ch (224 kW) produit sa puissance supplémentaire via un plus grand carburateur à quatre corps (Carter AFB au lieu du Carter WCFB des 250), ainsi que des soupapes d'admission et un collecteur d'échappement plus grands. Le V8 à injection de carburant de 365 ch (268 kW), disponible pour un supplément de 430,40 $, était à nouveau en tête du tableau des performances. La transmission standard de la voiture est restée la boîte manuelle à trois vitesses familière, bien que la boîte de vitesses préférée soit toujours la boîte manuelle à quatre vitesses Borg-Warner, passant au Muncie M20 au cours de l'année-modèle 1963, livrée avec des rapports larges lorsqu'elle est associée aux moteurs de base et de 304 ch, et un engrenage à rapport rapproché avec les deux principales centrales. Le rapport d'essieu standard pour la boîte manuelle à trois vitesses ou la boîte automatique Powerglide à deux vitesses était de 3,36:1. La boîte à quatre vitesses était livrée avec une transmission finale 3,70:1, mais des engrenages 3,08:1, 3,55:1, 4,11:1 et 4,56:1 étaient disponibles. Cependant, le dernier était assez rare en production.
Les concepteurs et ingénieurs de la Corvette - Ed Cole, Duntov, Mitchell et autres - savaient qu'après 10 ans dans sa forme de base, bien que beaucoup améliorée, il était temps de passer à autre chose. À la fin de la décennie, la machine serait mise en mouvement pour façonner un successeur approprié pour ses débuts pour l'année modèle 1963. Après des années à bricoler avec la finition de base, Mitchell et son équipe allaient enfin briser le moule du design original de Harley Earl une fois pour toutes. Il nommerait la deuxième génération de la Corvette Sting Ray d'après la première voiture de course du même nom. La C2 a été conçu par Larry Shinoda (Pete Brock a également joué un rôle sur la C2) sous la direction du styliste en chef de GM, Bill Mitchell. L'inspiration est venue de plusieurs sources: la Jaguar Type E contemporaine, dont Mitchell possédait et aimait conduire fréquemment; la radical Sting Ray Racer que Mitchell conçu en 1959 alors que Chevrolet ne participait plus aux courses d'usine; et un requin Mako que Mitchell a capturé lors de sa pêche hauturière. Duntov n'aimait pas la lunette arrière divisée (qui soulevait également des problèmes de sécurité en raison de la visibilité réduite) et elle a été abandonnée en 1964, tout comme les fausses ouvertures du capot.

### Modifications des années modèles

#### 1963
La Corvette Sting Ray de 1963 avait non seulement un nouveau design, mais aussi de nouvelles prouesses de manipulation. La Sting Ray était également une Corvette un peu plus légère, donc l'accélération s'est améliorée malgré une puissance inchangée. Pour l'année modèle 1963, 21 513 unités seraient construites, soit une augmentation de 50 % par rapport à la version record de 1962. La production a été répartie presque également entre le cabriolet et le nouveau coupé - 10 919 et 10 594, respectivement - et plus de la moitié des cabriolets ont été commandés avec le toit rigide relevable en option. Néanmoins, le coupé ne se vendrait pas aussi bien au cours des années Sting Ray. La Corvette fermée n'a pas dépassé celle ouverte jusqu'en 1969, date à laquelle le coupé est venu avec un T-top avec des panneaux de toit amovibles. Les installations d'équipement pour 1963 ont commencé à refléter la demande du marché pour plus de civilité dans les voitures de sport. L'option frein électrique est entrée dans 15 % de la production, la direction assistée dans 12 %. En revanche, seuls 278 acheteurs ont spécifié la climatisation à 421,80 $ ; le revêtement en cuir - d'à peine 80,70 $ - a été commandé sur seulement 1 114 voitures. Les roues en aluminium coulé, fabriquées pour Chevrolet par Kelsey-Hayes, coûtaient 322,80 $ par jeu, mais peu d'acheteurs ont coché cette option. Cependant, près de 18 000 Sting Ray ont quitté Saint-Louis avec la boîte manuelle à quatre vitesses - mieux que quatre sur cinq.
Toutes les voitures de 1963 avaient des moteurs qui faisaient 253 ch (186 kW) en standard, avec des variantes en option qui faisaient 304 ch, 345 ch et 365 ch (224 kW, 254 kW et 268 kW respectivement). Le moteur le plus puissant était le moteur à injection de Rochester. Les options disponibles sur la C2 comprenaient la radio AM-FM (mi-1963), la climatisation et le rembourrage en cuir. Un ensemble d'équipement de performance spécial, le RPO Z06, était également disponible pour la première fois sur une Corvette, pour 1 818,45 $. Ces Corvette sont connues sous le nom de Big Tanks parce que la finition avait initialement un réservoir d'essence de 138 litres par rapport aux 76 L standard pour des courses telles que Sebring et Daytona. Au début, la finition n'était disponible que sur les coupés car le réservoir surdimensionné ne pouvait pas rentrer dans le cabriolet.
En 1963, seulement 199 Corvette Z06 ont été produites, généralement réservées à la course, et sur les 199, six au total ont été spécialement créées pour les courses du Mans par Chevrolet. L'une des six Sting Ray Z06 de 1963 a été construit fin 1962 pour courir à Riverside le 13 octobre 1962. Elles étaient destinées à participer à une autre sorte de course pour les voitures de sport, un événement sanctionné par la NASCAR sur le célèbre Daytona Oval, le Daytona 250 - American Challenge Cup. Cela signifiait que les voitures devaient être préparées à un ensemble de règles différentes, les mêmes que celles des grandes stock cars du Grand National. Le châssis a été considérablement modifié et un moteur expérimental de 7 000 cm3 a été installé. La voiture a été allégée de toutes les manières possibles et pesait un peu plus de 1 800 kg. Une préparation supplémentaire a été effectuée par Mickey Thompson. Entre autres changements, Thompson a remplacé le « Big Tank » en fibre de verre de la Z06 par un réservoir métallique encore plus grand de 189 litres. Conduit par Junior Johnson, en proie à la pluie pendant la course, le remplaçant Billy Krause a terminé troisième derrière la Pontiac Tempest de Paul Goldsmith et A. J. Foyt dans une autre Corvette,.
Une nouveauté pour l'année modèle 1963 était un allumage électronique en option, le Delcotronic déclenché par impulsion magnétique sans disjoncteur, proposé pour la première fois par Pontiac sur certains modèles de 1963.

## Concept car

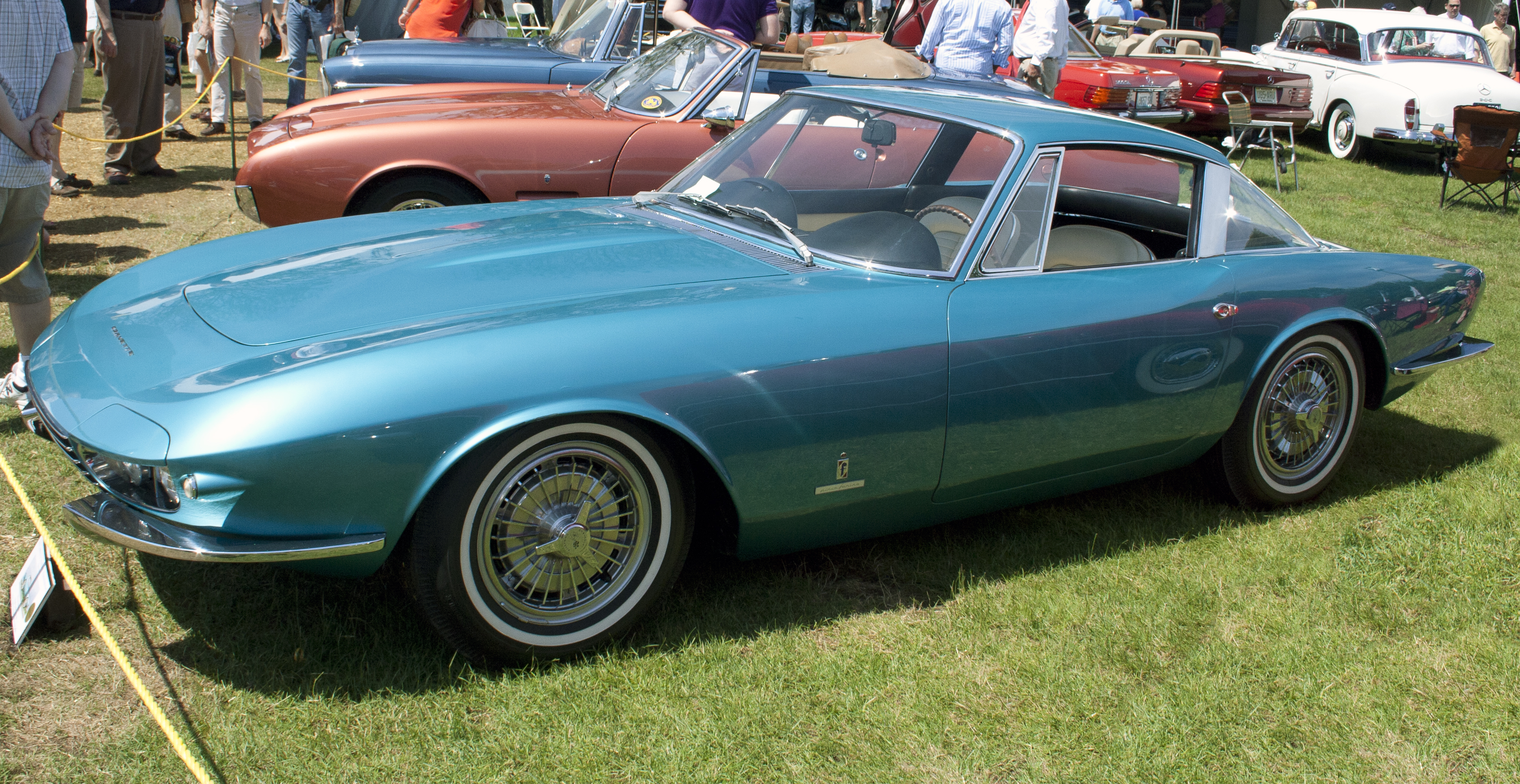
La Corvette Rondine à carrosserie Pininfarina

#### 1964
Pour 1964, Chevrolet n'a apporté que des changements évolutifs à la Corvette. En plus de la fenêtre principale du coupé, les deux entrées d'air simulées ont été éliminées du capot, bien que leurs empreintes soient restées. De plus, l'évent décoratif d'échappement sur le montant arrière du coupé a été rendu fonctionnel, mais uniquement sur le côté gauche. La garniture du panneau de culbuteur de la voiture a perdu une partie de ses nervures et a gagné de la peinture noire entre les nervures restantes; les enjoliveurs ont été simplifiés; et l'emblème de remplissage de carburant sur le coffre a gagné des cercles concentriques autour de son insigne de drapeaux croisés. À l'intérieur, la jante du volant de couleur originale était maintenant réalisée en imitation noyer.
Quelques améliorations de suspension ont été apportées pour 1964. Les ressorts hélicoïdaux avant ont été changés de taux constant en taux progressif ou variable et ont été enroulés plus serrés en haut, tandis que l'épaisseur des feuilles du ressort transversal arrière a également été modifiée, offrant ainsi une conduite plus confortable sans sacrifier la manipulation. Les amortisseurs ont été retravaillés dans le même sens. La Corvette de 1964 est arrivée avec un nouvel amortisseur standard contenant dans son réservoir de fluide un petit sac de gaz fréon qui absorbait la chaleur. Chevrolet a ajouté plus d'isolation acoustique et a révisé les supports de carrosserie et de transmission pour la Corvette de 1964. Elle a également monté des bagues supplémentaires pour calmer la tringlerie de changement de vitesse et a placé une nouvelle botte autour du levier. Le résultat a été une voiture plus habitable pour le transport quotidien.
Les choix de transmission sont restés essentiellement les mêmes qu'avant, mais la paire haute performance a reçu plusieurs améliorations notables. L'unité de levage solide a été entraînée avec un arbre à cames à grande levée et de longue durée pour produire 365 ch (272 kW) et respiré à travers un gros carburateur Holley à quatre corps au lieu de l'unité Carter du moteur de base. Le moteur à injection de carburant a également gagné 15 ch (11 kW), ce qui porte son total à 380 ch (280 kW), mais à un prix alors élevé de 538 $. Bien que les options de transmission soient restées ostensiblement les mêmes pour 1964, les deux Borg-Warner T-10 à quatre vitesses ont cédé la place à une paire de boîtes de vitesses similaire construite dans l'installation de transmission de GM à Muncie, dans l'Indiana. À l'origine une conception Chevrolet, elle avait un boîtier en aluminium comme la boîte Borg-Warner mais était livré avec des synchroniseurs plus solides et des rapports plus larges pour une meilleure durabilité et maniabilité. Si les publications des passionnées ont aimé la première Sting Ray, elles ont adoré celle de 1964, bien que certains écrivains aient noté la tendance du cabriolet à vibrer et à trembler sur les routes accidentées. Les ventes de la Sting Ray de 1964 ont atteint 22 229 - un nouveau record pour la Corvette, même si ce n'est que légèrement par rapport à l'année-bannière 1963. Le volume des coupés a chuté à 8304 unités, mais les ventes de cabriolets ont plus que compensé, passant à 13 925.

#### 1965
Pour sa troisième saison, la Corvette Sting Ray de 1965 a encore été nettoyée dans le style et a été musclée avec l'ajout d'un tout nouveau système de freinage et de plus grandes centrales électriques. Les modifications de style de 1965 ont été subtiles, confinées à un capot lissé maintenant dépourvu d'échancrures, un triple de bouches d'échappement verticales fonctionnant dans les ailes avant qui ont remplacé les lignes de vitesse horizontales non fonctionnelles précédentes, des enjoliveurs restylés et des moulures de bas de caisse, et révisions mineures des garnitures intérieures. La Corvette Sting Ray de 1965 est devenue féroce avec les débuts en milieu d'année du moteur « Big-Block » de 6 490 cm3 produisant 431 ch (317 kW). En fin de compte, cela a mis fin au système d'injection de carburant de Rochester, car l'option au carburateur 431 ch (317 kW) coûtait 292,70 $ et celui au carburant injecté de 380 ch (280 kW) à Modèle:Unté. Peu d'acheteurs pouvaient justifier 245 $ de plus pour 50 ch (37 kW) de moins, même si les voitures FI offraient des freins plus gros en option non disponibles sur les modèles à carburateur:77. Après la construction de seulement 771 voitures à injection de carburant en 1965, Chevrolet a abandonné l'option. Il faudra attendre 18 ans avant son retour.
1965 a également ajouté un autre petit bloc moteur de 355 ch (261 kW) (option L79) qui utilisait des poussoirs hydrauliques plutôt que solides, un arbre à cames plus doux et un carter d'huile plus petit et légèrement repensé. Sinon, le moteur de 355 ch (261 kW) était cosmétiquement et mécaniquement identique au moteur de levage solide de 370 ch (272 kW) (Option L76). Le carter d'huile plus petit a permis à ce moteur à petit bloc de 350 ch à haut rendement d'être commandé avec un Power Steering en option pour la première fois parmi l'écurie d'options des moteurs à petit bloc à rendement supérieur. La direction assistée n'était auparavant disponible qu'avec les moteurs inférieurs de 253 ch (186 kW) et 304 ch (224 kW).
Les freins à disque aux quatre roues ont également été introduits en 1965. Les freins avaient une conception à quatre pistons avec des étriers en deux pièces et des ailettes de refroidissement pour les rotors. Les patins étaient en contact fréquent avec les rotors, mais la traînée résultante était négligeable et n'affectait pas l'économie de carburant. De plus, le contact léger gardait les rotors propres et ne diminuait pas la durée de vie des plaquettes, qui était en fait assez élevée : environ 92 000 km pour les freins avant et environ deux fois cette distance pour les liants arrière. La surface totale balayée pour le nouveau système était de 2 970 cm2, une avancée notable par rapport aux 2 120 cm2 de l'ancien système tout tambour. Conformément à la réglementation fédérale en attente, il existait également un double maître-cylindre avec des réservoirs de liquide séparés (uniquement sur les modèles avec freins assistés pour 1965) pour les lignes avant et arrière. Les testeurs routiers ont à juste titre applaudi les freins à disques. Les testeurs ont constaté que des arrêts répétés à partir de 160 km/h ne produisaient aucune détérioration de l'efficacité du freinage, et même les arrêts les plus soudains étaient stables. Les freins à tambour sont restés disponibles, cependant, comme une option de crédit de 64,50 $, mais seulement 316 des 23 562 Corvettes construites cette année-là étaient livrées avec des tambours. Un système d'échappement latéral est apparu en option, tout comme un volant télescopique. Des jantes en alliage sont également disponibles, à 322 USD par jeu:77.

#### 1966
Pour la Corvette de 1966, le V8 à gros bloc est disponible sous deux formes : 395 ch (290 kW) avec une compression de 10,25:1 et 431 ch (317 kW) via une compression de 11:1, des soupapes d'admission plus grandes, un plus gros carburateur Holley à quatre corps sur un collecteur en aluminium, poussoirs mécaniques et chapeaux de palier principal à quatre trous au lieu de deux trous. Bien qu'il n'ait pas plus de puissance que le précédent 396 à haute compression, le V8 de 7 000 cm3 et 436 ch (321 kW) a fourni beaucoup plus de couple – 624 N m contre 563 N m. Dans les années 1960, les performances des moteurs étaient parfois délibérément sous-estimées. Cela s'est produit pour deux raisons ; pour apaiser les compagnies d'assurance nerveuses et pour permettre aux voitures de se qualifier pour des supports NHRA inférieurs en fonction de la puissance et du poids. Des estimations de 426 à 456 ch (313 à 336 kW) pour la 427 ont été suggérées comme étant plus proches de la vérité. Inversement, les puissances nominales des années 60 ont été exprimées en puissance brute SAE, qui est mesurée sur un moteur sans accessoires ni filtre à air ou collecteur d'échappement d'origine restrictif, ce qui donne invariablement une cote nettement plus élevée que ce que le moteur produit réellement lorsqu'il est installé dans l'automobile. La puissance nette SAE est mesurée avec tous les accessoires, filtres à air et système d'échappement d'usine en place; c'est la norme à laquelle tous les moteurs automobiles américains sont évalués depuis 1972. Les V8 gros blocs étant à l'ordre du jour, il y avait moins de demande pour le 327, donc les offres de petits blocs ont été réduites de cinq à deux pour 1966, et seules les versions de base de 304 et 355 ch (224 kW et 261 kW) ont été conservées. Les deux nécessitaient du carburant de qualité supérieure sur des taux de compression bien supérieurs à 10,0:1, et ils n'avaient pas la poussée de type fusée des 427, mais leurs performances étaient tout de même impressionnantes. Comme auparavant, les deux peuvent être associés à la boîte automatique Powerglide, à la boîte manuelle à trois vitesses standard ou à l'une ou l'autre option à quatre vitesses.
L'aspect frontal du modèle de 1966 a été légèrement modifié avec un insert de grille en forme d'œuf pour remplacer les barres horizontales précédentes, et le coupé a perdu ses évents d'extraction montés sur le toit, qui s'étaient révélés inefficaces. Les Corvette ont également reçu un emblème dans le coin du capot pour 1966. Les appuie-tête étaient une nouvelle option, l'une des options les plus rares était l'option Red / Red Automatic avec vitres électriques et climatisation d'usine, dont les enregistrements montrent que la production n'était que de 7 cabriolets et 33 coupés. Ce manque relatif de changement reflétait le projet de sortir une toute nouvelle Corvette pour 1967. Cependant, cela ne reflète certainement pas une baisse de la popularité de la voiture. En fait, 1966 serait une autre année record, avec un volume atteignant 27 720 unités, en hausse de 4 200 par rapport aux ventes de l'année 1965.

#### 1967
La Corvette Sting Ray de 1967 était la dernière Corvette de la deuxième génération, et cinq années de perfectionnements en ont fait la meilleure de la gamme. Bien que ce soit censé être une année de refonte, sa successeur prévu, la C3, présentait des caractéristiques aérodynamiques indésirables. Duntov a demandé plus de temps dans la soufflerie pour trouver des correctifs avant sa mise en production.
Les changements ont encore été modestes: Cinq plus petits évents d'ailes avant ont remplacé les trois plus grands, et les culbuteurs à finition plate sans nervures ont conféré une apparence inférieure et moins épaisse. Nouveau était un feu de recul unique, monté au-dessus de la plaque d'immatriculation. Les enjoliveurs des modèles précédents ont cédé la place à des roues Rally de six pouces à fentes avec des anneaux de beauté chromés et des écrous de roue dissimulés derrière des capuchons chromés. Les modifications intérieures étaient modestes et comprenaient une sellerie révisée, et le frein à main est passé de sous le tableau de bord à entre les sièges. Le toit rigide en option du cabriolet était offert avec une couverture en vinyle noir, ce qui était une mode parmi toutes les voitures à l'époque.

### Moteurs
| Moteur                     | Année     | Puissance       |
| -------------------------- | --------- | --------------- |
| Small-block V8 327         | 1963–1965 | 253 ch (186 kW) |
| Small-block V8 327         | 1963–1967 | 304 ch (224 kW) |
| Small-block V8 327         | 1963      | 345 ch (254 kW) |
| Small-block V8 327         | 1965–1967 | 355 ch (261 kW) |
| Small-block V8 327         | 1964–1965 | 370 ch (272 kW) |
| Small-block FI V8 237      | 1963      | 365 ch (268 kW) |
| Small-block FI V8 237      | 1964–1965 | 380 ch (280 kW) |
| Big-block V8 396           | 1965      | 431 ch (317 kW) |
| Big-block V8 427           | 1966–1967 | 395 ch (291 kW) |
| Big-block V8 427           | 1966      | 431 ch (317 kW) |
| Big-block Tri-Power V8 427 | 1967      | 406 ch (298 kW) |
| Big-block Tri-Power V8 427 | 1967      | 441 ch (324 kW) |

## Critiques
La Sting Ray a été salué dans la presse automobile presque à l'unanimité pour sa maniabilité, son adhérence sur la route et sa puissance.
Le magazine Car Life a décerné son prix annuel pour l'excellence en ingénierie à la Sting Ray de 1963. Le V8 petit bloc de Chevrolet - l'élément le plus constant des performances passées de la Corvette - a été évalué par les livres de passionnés comme étant encore meilleur dans la Sting Ray. La 1963 a été notée pour avoir un avantage sur les modèles précédents en termes de traction et de maniement, car la nouvelle suspension arrière indépendante a réduit le patinage des roues par rapport aux voitures à essieu dynamique.
Motor Trend a testé une version à quatre vitesses à injection de carburant avec essieu 3,70:1. Ils ont signalé un 0 à 97 km/h en 5,8 secondes et un quart de mile (402 m) en 14,5 secondes à 164 km/h. Le magazine a également enregistré mieux que (7,7 L/100 km sur autoroute et 6 L dans l'ensemble.)[pas clair] [réf. nécessaire]
Motor Trend a chronométré un coupé à quatre vitesses à injection de carburant de 1964 avec l'essieu arrière de 4,11:1, des roues en aluminium (enfin perfectionnées et disponibles en usine), les freins métalliques feutrés et la Positraction à travers pour un quart de mile (402 m) en 14,2 secondes à 161 km/h et le 0 à 97 km/h en 5,6 secondes.
Road & Track a testé la configuration automatique Powerglide de 304 ch (224 kW) dans un coupé de 1964 et a enregistré un temps du 0 à 97 km/h en 8,0 secondes, un quart de mile (402 m) en 15,2 secondes à 137 km/h et une (consommation moyenne de 6,3 L/100 km.)[pas clair] [réf. nécessaire]

En 2004, Sports Car International a nommé la Sting Ray numéro cinq sur la liste des meilleures voitures de sport des années 1960[réf. nécessaire].